# Filmoteka 16
Filmoteka 16 bila je zagrebačko filmsko poduzeće osnovano 1963. radi unaprjeđenja distribucije filmova na 16 mm vrpci i njihova prikazivanja u školama i mjestima bez stalnoga kinematografa.
Djelatnost je ubrzo proširena na proizvodnju obrazovnih i nastavnih filmova, pri čemu su najznačajniji rezultati postignuti u proizvodnji serije izvornih, tzv. element-filmova na vrpci super 8 mm. Filmoteka 16 je povremeno proizvodila kratkometražne dokumentarne i animirane, te nešto rjeđe i igrane filmove.
Osnovala je arhivsku zbirku filmskih i videodokumenata o Zagrebu te objavila više zapaženih filmoloških knjiga. Potkraj osamdesetih god. 20. st. izdavala je časopis Kinoteka.  Organizirala je dopunsko filmsko obrazovanje nastavnika i voditelja filmskih klubova (tzv. Ljetna filmska škola) do svojega spajanja sa Zagreb filmom 1995. godine.

## Filmografija
Djelomičan popis snimljenih filmova, uglavnom kratkih dokumentarnih filmova:
- Pitka voda i sloboda (1998.)
- Kravata Croatica (1994.) - glumi Arsen Dedić
- Treći Božić (1994.)
- Hrvatska prirodna bastina: park prirode Medvednica (1993.)
- Hrvatski triptih (1993.)
- Kukuruzni put (1993.) - dokumentarac o Bitki za Vukovar
- Vilovanje Joze Vile (1992.)
- Zoran Sipos i njegova Jasna (1992.)

## Poveznice
- Element-filmovi